# Cordova (Alaska)
Cordova(/kɔːrˈdoʊvə, ˈkɔːrdəvə/ kor-DOH-və, KOR-də-və) è una città portuale situata nella Census Area di Valdez-Cordova,[a] in Alaska, Stati Uniti. Si trova vicino alla foce del fiume Copper, all’inizio dell'Orca Inlet, sul lato est dello stretto di Prince William. La popolazione era di 2.609 abitanti secondo il censimento del 2020, in aumento rispetto ai 2.239 del 2010.
Non esistono strade che colleghino Cordova ad altre comunità dell'Alaska (ad eccezione di Eyak), quindi per raggiungerla è necessario prendere un aereo o un traghetto.

## Storia

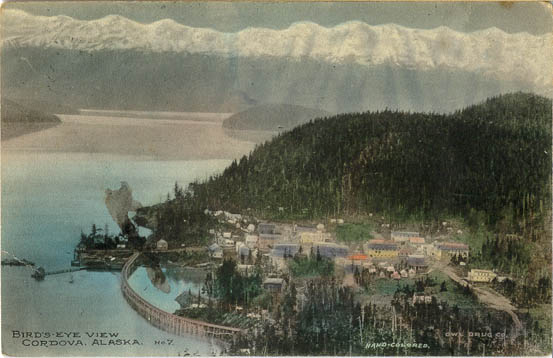
Cartolina del 1910 di Cordova, Alaska.

Nel 1790, l'insenatura di fronte all’attuale sito della città di Cordova fu chiamata Puerto Cordova dall’esploratore spagnolo Salvador Fidalgo. La città di Cordova prese il nome da essa, anche se l’insenatura fu successivamente rinominata Orca Inlet. Cordova nacque come conseguenza della scoperta di un ricco giacimento di rame di alta qualità a Kennecott, a nord di Cordova. Un gruppo di topografi provenienti da Valdez tracciò il sito della futura città, e Michael James Heney acquistò metà del terreno per realizzare il capolinea della Copper River and Northwestern Railway, dopo aver stabilito che la vicina cittadina di Katalla offriva un porto inadeguato. Heney e la sua squadra tennero una breve cerimonia per organizzare la nascita della città il 26 marzo 1906. Una settimana dopo, arrivarono le squadre per iniziare i lavori sulla ferrovia. I primi lotti del nuovo insediamento, che costituiscono il cuore dell’odierna Cordova, furono venduti all’asta nel maggio 1908. Con lo sviluppo della ferrovia, crebbe anche la città. Furono infine costruite scuole, attività commerciali, un ospedale e le infrastrutture essenziali. Una volta completata la ferrovia, Cordova divenne il centro di trasporto per il rame estratto a Kennecott. Dal 1911 al 1938, oltre 200 milioni di tonnellate di minerale di rame passarono attraverso Cordova.
L’area intorno a Cordova era storicamente abitata dagli Eyak, con una presenza dei Chugach a ovest e visite occasionali da parte dei popoli Ahtna e Tlingit, sia per scambi commerciali che per conflitti. L’ultima parlante fluente della lingua Eyak, Marie Smith Jones, è morta nel 2008, ma il popolo nativo, insieme alle sue tradizioni e al suo stile di vita, continua a prosperare nella regione.

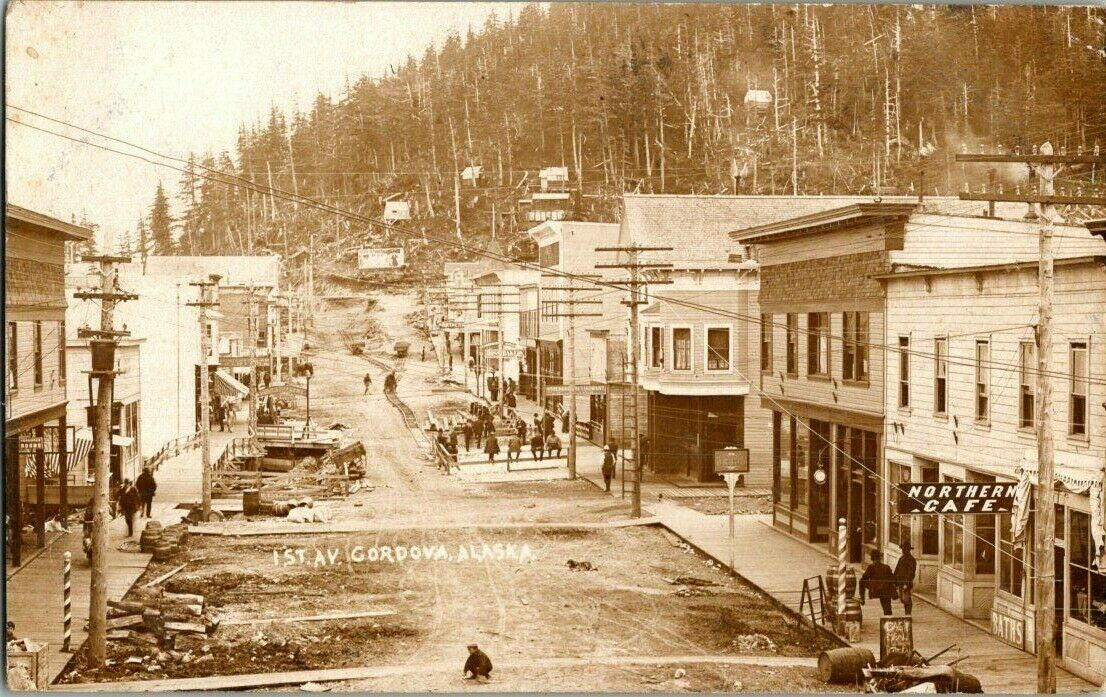
Cordova, Alaska, come mostrata in una cartolina del 26 gennaio 1907

Cordova fu un tempo anche il centro di una fiorente industria della vongola rasoio (Siliqua patula). Tra il 1916 e la fine degli anni '50, era conosciuta come la "Capitale Mondiale della Vongola Rasoio". La raccolta commerciale nell’area raggiunse picchi fino a 3,5 milioni di libbre. I rendimenti iniziarono a diminuire alla fine degli anni '50, presumibilmente a causa della pesca eccessiva e di una morìa massiccia nel 1958. Il terremoto del Venerdì Santo del 1964 distrusse di fatto l’intera industria: in alcune zone, il terreno si sollevò fino a due metri, esponendo i già impoveriti banchi di vongole. Non si è più registrata una raccolta commerciale nell’area dal 1988, ad eccezione di una breve stagione nel 1993.

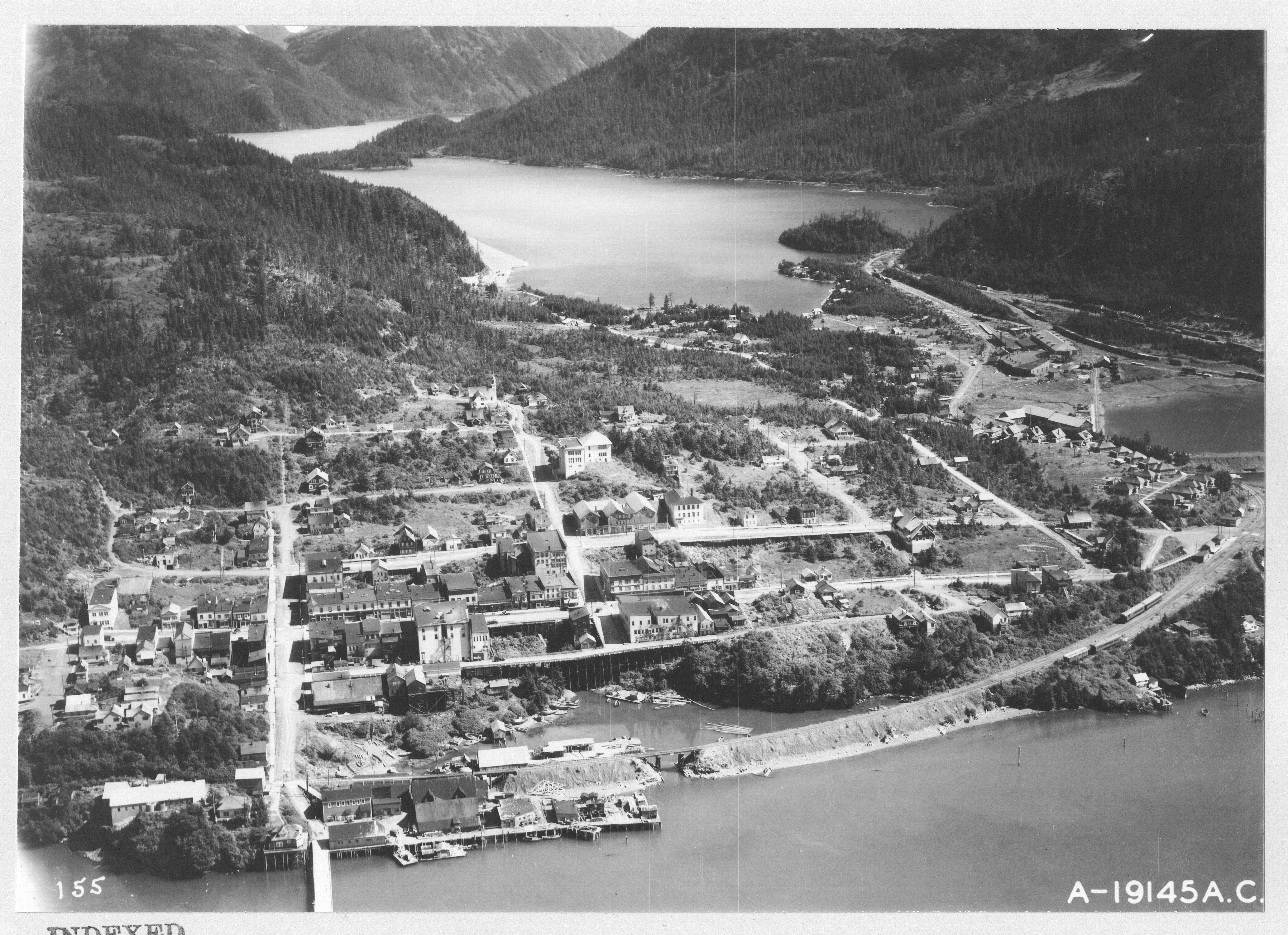
Vista di Cordova nel 1941

Nel marzo del 1989, la petroliera Exxon Valdez si incagliò su Bligh Reef, a nord di Cordova, causando uno dei disastri ambientali più devastanti del Nord America. La fuoriuscita di petrolio della Exxon Valdez colpì duramente le popolazioni di salmoni e aringhe della zona, provocando una recessione nell’economia locale, fortemente dipendente dalla pesca, oltre a un grave sconvolgimento dell’ecosistema locale. Dopo molti anni di contenziosi legali, furono assegnati 450 milioni di dollari come risarcimento danni compensativi e punitivi.